# Кас'ян Олександр Юрійович
Олександр Юрійович Кас'ян (нар. 27 січня 1989, с. Безіменне, Новоазовський район, Донецька область) — український футболіст, нападник.

## Кар'єра

### «Шахтар» і оренди
Вихованець ДЮСШ (Маріуполь). В ДЮФЛУ виступав за маріупольський «Іллічівець» і донецький «Шахтар».
У сезонах 2006/07 і 2007/08 виступав за «Шахтар-3» у Другій лізі. У сезоні 2008/09 виграв разом з «Шахтарем» молодіжний чемпіонат і став другим бомбардиром турніру, забивши 14 м'ячів.

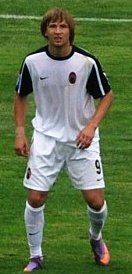
Олександр Кас'ян під час виступів за «Зорю». 9 червня 2010 року

У липні 2009 року був відданий разом з одноклубником Станіславом Микицеєм в оренду в маріупольський «Іллічівець». В Прем'єр-лізі дебютував 17 липня 2009 року в матчі проти ужгородського «Закарпаття» (1:0). Перший гол забив 2 серпня 2009 року в матчі проти запорізького «Металурга» (2:1). Всього ж за сезон футболіст відзначився 5 забитими голами у Прем'єр-лізі і ще 2 в Кубку України.
Влітку 2010 року був відданий в річну оренду в луганську «Зорю». За сезон проведений в луганському клубі Кас'ян зіграв у 21 матчі чемпіонату України, в яких забив 2 голи, після чого повернувся в Донецьк.
8 червня 2011 року Кас'ян вдруге за кар'єру відправився в оренду в «Іллічівець», однак провівши лише три матчі в чемпіонаті був відрахований зі складу маріупольської команди на початку жовтня через інцидент з аварією в Маріуполі.

### «Карпати» і оренди
17 лютого 2012 року після проходження перегляду Кас'ян перебрався в львівські «Карпати», з якими уклав контракт на 4 роки. Дебют футболіста в складі «Карпат» відбувся 3 березня в грі проти «Зорі» (1:5). Всього до кінця сезону 2011/12 Кас'ян взяв участь у 8 іграх «Карпат» у чемпіонаті України, в яких відзначився 2 забитими голами (у ворота «Таврії» і «Кривбасу»). У першій половині нового сезону Кас'ян зіграв в 11 іграх львівського клубу і забив 1 гол (у ворота запорізького «Металурга»).
У початку 2013 року Кас'ян двічі відправлявся на перегляд в російські клуби: спочатку в «Спартак-Нальчик», а потім у «Томь». 27 лютого 2013 року «Томь» орендувала нападника у «Карпат» до кінця сезону з правом подальшого викупу. Дебют футболіста в томському клубі відбувся 18 березня в грі проти «Нафтохіміка», в якій Кас'ян відзначився голом, а «Томь» перемогла з рахунком 4:3. У другому своєму матчі за «Томь» 25 березня проти «Шинника» забив свій другий гол за томську команду, проте матч закінчився поразкою «Томі» 1:2. Проте, в подальшому до кінця сезону більше не забивав, а «Томь» зайняла 2 місця в першості ФНЛ і вийшла до Прем'єр-ліги.

### Хімік
Влітку 2013 року, майже відразу після завершення оренди, знову був відданий в оренду до російського клубу. Цього разу до новачка першості ФНЛ — дзержинського «Хіміка».
Перед початком сезону 2014/15 відправився на збір з владивостокським «Променем-Енергією», але незабаром покинув його, отримавши пропозицію повернутися в «Том». Втім, незабаром Олександр залишив і «Том».
29 вересня 2014 року стало відомо, що форвард повернувся в дзержинський «Хімік» на правах вільного агента. За сезон Олександр зіграв 19 матчів і забив 5 голів, проте його команда зайняла передостаннє місце в Першості ФНЛ і вилетіла до третього за рівнем дивізіону Росії

### «Факел»
У липні 2015 року підписав контракт з новачком першості ФНЛ воронезьким «Факелом».

### «Олімпія-Новатор»
В кінці 2024 року став гравцем маріупольського «Олімпія-Новатора», що виступає в Кубку Співдружності — російському турнірі для команд з окупованих українських територій. Дебютував 23 листопада у матчі другого раунду Кубка Співдружності проти «Ниви-Гірник» (Бойківське/Кальміуське).

### Збірна
Провів один матч за юнацьку збірну України до 17 років: 19 вересня 2005 року проти однолітків з Бельгії (2:0).
10 лютого 2009 року дебютував у складі молодіжної збірної України у грі проти однолітків з Туреччини (2:2), де відіграв увесь матч і забив гол.
Влітку того ж року взяв участь у Турнірі пам'яті Валерія Лобановського, де у півфінальному матчі проти молодіжної збірної Ірану (2:1) замінив на 70 хвилині Дениса Васіна. В фіналі Олександр на поле не вийшов, але українці спромоглися вперше в історії здобути трофей.